# 紀元前183年
紀元前183年（きげんぜん183ねん）は、ローマ暦の年である。ローマ建国紀元571年、マルクス・クラウディウス・マルケッルスとクィントゥス・ファビウス・ラベオの年。

## 他の紀年法
- 干支 : 戊午
- 日本
  - 孝元天皇32年
  - 皇紀478年
- 中国
  - 前漢 : 高后5年
- 朝鮮
  - 檀紀2151年
- 仏滅紀元 : 362年
- ユダヤ暦 : 3578年 - 3579年

## できごと

### 共和政ローマ
- ローマ市にギリシア諸国からの使者がやってきて、元老院は彼らから事情を聴取した後、クィントゥス・マルキウス・ピリップス (紀元前186年の執政官)を派遣し、紛争の解決に当らせた[2]。
- ムティナ、アクイレイア、パルマ、エトルリアのサトゥルニアにローマの植民市ができた[3]。
- スキピオ・アフリカヌスがカンパニア州のリテルヌムで死去した。
- ティトゥス・クィンクティウス・フラミニヌスがビテュニアに派遣され、ペルガモンとの戦争とカルタゴの元将軍ハンニバルの受け入れに抗議した[3]。プルシアス1世がローマの要求に従いだまそうとしているのを知ったハンニバルはLibyssaの村で服毒自殺した。

### ギリシア
- メッセネの町がアカイア同盟に対して反乱を起こした。アカイア同盟の将軍フィロポイメンが介入して反乱を制圧しようとすると、彼は小競り合いの最中に捉えられ、投獄された。その後彼は服毒自殺した。

## 誕生
- プブリウス・コルネリウス・スキピオ・ナシカ・セラピオ、ローマの執政官（+ 紀元前132年）

## 死去
- スキピオ・アフリカヌス、ローマの政務官（* 紀元前236年）
- メガロポリスのフィロポイメン、ギリシアの政治家、軍人（* 紀元前253年）
- ハンニバル、カルタゴの将軍（* 紀元前247年）